# Gainza (Filipinas)
Gainza es un municipio filipino de quinta clase, perteneciente a la provincia de Camarines Sur, en la región de Bicolandia.

## Organización territorial
Se divide en ocho barangayes, a saber:
- Cagbunga
- Dahilig
- Loob
- Malbong
- Namuat
- Sampaloc
- District I
- District II

## Demografía
Según el censo de 2020, tenía empadronados 11 584 habitantes.